# Hyla
O gênero Hyla, conhecido geralmente por relas ou pererecas, é um dos aproximadamente 38 gêneros da família de rãs (Hylidae). Têm uma distribuição muito ampla; espécies podem ser encontradas na Europa, Ásia, África, e Américas. Mais de 300 espécies foram descritas neste gênero, mas depois de uma grande revisão da família Hylidae, a maioria destes foram transferidos para novos gêneros. A partir de 2005, considera-se que esse gênero contém apenas 33 espécies.
O gênero foi estabelecido por Josephus Nicolaus Laurenti em 1768. O seu nome é uma referência a Hilas, que na mitologia grega era companheiro de Hércules. Apesar de Laurenti saber que Hilas era do sexo masculino, o nome é inequivocamente tratado no gênero feminino por razões desconhecidas. A etimologia do nome também é muitas vezes incorretamente dado como sendo derivado da palavra grega ὕλη (Hule, "floresta" ou "madeira").

## Espécies

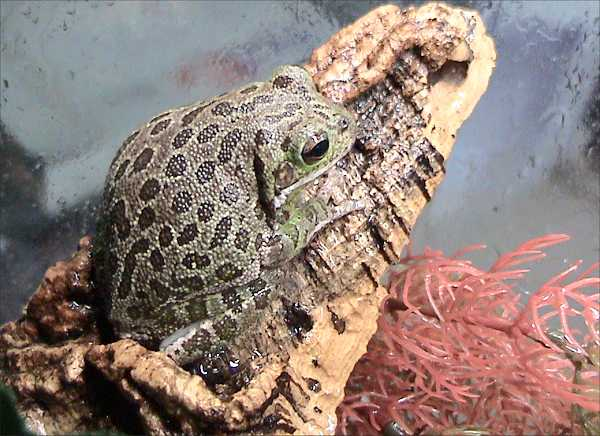
perereca Hyla gratiosa

| Nome binomial                                            | Nome popular |
| -------------------------------------------------------- | ------------ |
| Hyla andersonii Baird, 1854                              |              |
| Hyla annectans (Jerdon, 1870)                            |              |
| Hyla arborea (Linnaeus, 1758)                            |              |
| Hyla arboricola Taylor, 1941                             |              |
| Hyla arenicolor Cope, 1866                               |              |
| Hyla avivoca Viosca, 1928                                |              |
| Hyla bocourti Mocquard, 1899                             |              |
| Hyla chinensis Günther, 1858                             |              |
| Hyla chrysoscelis Cope, 1880                             |              |
| Hyla cinerea (Schneider, 1799)                           |              |
| Hyla ebraccata (Cope, 1874)                              |              |
| Hyla euphorbiacea Günther, 1858                          |              |
| Hyla eximia Baird, 1854                                  |              |
| Hyla femoralis Bosc in Daudin, 1800                      |              |
| Hyla graceae Myers & Duellman, 1982                      |              |
| Hyla gratiosa LeConte, 1856                              |              |
| Hyla hallowellii Thompson, 1912                          |              |
| Hyla heinzsteinitzi Grach, Plesser, and Werner, 2007     |              |
| Hyla immaculata Boettger, 1888                           |              |
| Hyla intermedia Boulenger, 1882                          |              |
| Hyla japonica Günther, 1859                              |              |
| Hyla meridionalis Boettger, 1874                         |              |
| Hyla plicata Brocchi, 1877                               |              |
| Hyla sanchiangensis Pope, 1929                           |              |
| Hyla sarda (De Betta, 1853)                              |              |
| Hyla savignyi Audouin, 1827                              |              |
| Hyla simplex Boettger, 1901                              |              |
| Hyla squirella Bosc in Daudin, 1800                      |              |
| Hyla stepheni Boulenger, 1888                            |              |
| Hyla suweonensis Kuramoto, 1980                          |              |
| Hyla tsinlingensis Liu and Hu in Hu, Zhao, and Liu, 1966 |              |
| Hyla versicolor LeConte, 1825                            |              |
| Hyla walkeri Stuart, 1954                                |              |
| Hyla wrightorum Taylor, 1939                             |              |
| Hyla zhaopingensis Tang and Zhang, 1984                  |              |

### Grupo "Hyla"
Faivovich et al. não conseguiram colocar essas espécies em um gênero atual, de modo que estas espécies foram alocadas em um não-táxon "Hyla". É necessário mais trabalho para organizá-los.
| Nome binomial                                    | Nome popular |
| ------------------------------------------------ | ------------ |
| Hyla alboguttata Boulenger, 1882                 |              |
| Hyla antoniiochoai De la Riva and Chaparro, 2005 |              |
| Hyla helenae Ruthven, 1919                       |              |
| Hyla imitator (Barbour and Dunn, 1921)           |              |
| Hyla inframaculata Boulenger, 1882               |              |
| Hyla warreni Duellman and Hoogmoed, 1992         |              |